# David Sonenberg

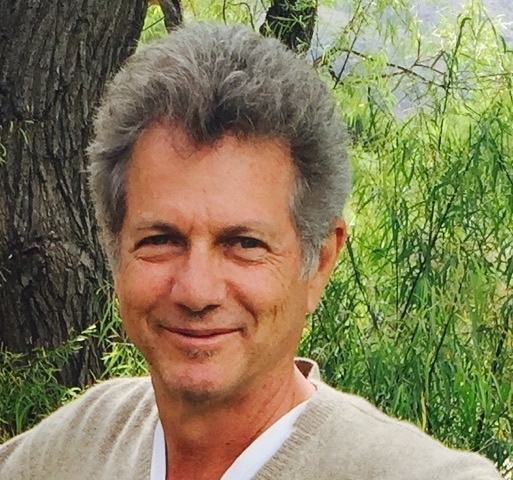
David Sonenberg

David Alan Sonenberg (* in New York) ist ein US-amerikanischer Musikmanager.

## Leben und Karriere
Sonenberg hat sowohl einen Abschluss in Theater- und Politikwissenschaften an der Tufts University und einen Doktortitel in Rechtswissenschaften an der Harvard Law School erworben. Seit 1972 ist er zugelassener Anwalt im Bundesstaat New York.
Er trat der Unterhaltungsrechtskanzlei Weissberger & Frosch bei. Dort vertrat er Broadway- und Off-Broadway-Musicalproduktionen wie Hair, Godspell und Cabaret.

### DAS Communications
Danach gründete Sonenberg seine eigene Anwaltskanzlei und gründete DAS Communications Ltd, ein Full-Service-Management-Unternehmen mit Sitz in New York und Los Angeles für Künstler in der Unterhaltungsindustrie. DAS's erstes Management-Projekt, Meat Loafs Bat Out of Hell, stellte einen Branchenrekord für ein Debütalbum auf und verkaufte weltweit mehr als 50 Millionen Platten. Zu den weiteren Kunden von DAS Communications gehören Jim Steinman, Jimmy Cliff, Southside Johnny, Jimmy Iovine, BeBe & CeCe Winans, Keith Thomas, The Spin Doctors, Joan Osborne, Spacehog, The Fugees einschließlich Lauryn Hill, The Black Eyed Peas, John Legend, Kesha, Saraya und Indiggo.
DAS Ventures Ltd., ein weiteres Unternehmen der DAS-Familie, schloss 1997 Vereinbarungen mit Yoko Ono und dem Nachlass von John Lennon ab, die in der Einführung des John Lennon Songwriting Contest mündeten.

### Produktionen
Sonenberg arbeitete zunächst als Ausführender Produzent an Celia Cruz and the Fania Allstars in Africa und B.B. King: Live in Africa im Jahr 1974. 1997 erschien Sonenbergs erstes Filmprojekt, der Dokumentarfilm When We Were Kings über den Boxer Muhammad Ali, für den Sonenberg einen Oscar für den besten Dokumentarfilm erhielt. Im Jahr 2002 produzierte Sonenberg Tanz der Vampire am Broadway.

## Filmografie
- 1974: B.B. King: Live in Africa
- 1974: Celia Cruz and the Fania Allstars in Africa
- 1979: Southside Johnny and the Asbury Jukes at the Asbury Park Convention Center
- 1982: Dead Ringer
- 1989: Celia Cruz: Guantanamera
- 1996: When We Were Kings
- 2005: Blowin' Up! Fatty Koo
- 2008: Soul Power